# مكرب
مُكَرِّب (بخط المسند 𐩣𐩫𐩧𐩨)، وجمعه بالعربية الفصحى مَكَارِبَة، كان اللقب الرسمي للحاكم في العصور القديمة من تاريخ جنوب الجزيرة العربية في اليمن القديم منذ القرن الثامن قبل الميلاد. يرد اللقب "مكرب" في جميع الممالك العربية الجنوبية باستثناء مملكة معين. وعموماً كان لقب «مكرب» يستعمل حصراً حينما يكون الحاكم هو صاحب النقش، وهناك طقوس دينية مخصصة للمكرب.يعتقد بعض الباحثون أن الحاكم "شاهِر يَـجِـلّ يُهَـرْجِب" (نحو 25 ق م) كان آخر من حملوا هذا اللقب.

## المعنى اللغوي
اختلف الباحثون في معنى لقب مُكَرِّب، ولكن الرأي الأرجح أنه من الجذر "ك ر ب" ويعني الجَمع، اللَم، التوحيد" فالمكرب هو موحِّد القبائل؛ وقارنته جاكلين بيرين وألفريد بيستون بلقب قصي عبد كلاب جد قريش في المصادر الإسلامية بأنه «مُـجَـمِّـع».

## التاريخ
يثع أمر وتر بن يكرب ملك (نحو 730 ق م - 710 ق م)، أقدم من وصل إلينا من زعماء سبأ بلقب "مكرب" أي: الموحد. تشير النصوص القديمة من عهد هذا الحاكم إلى أنه لم يكن يحمل لقب "مكرب" في أوائل عهده،وهو من ابتدع هذا اللقب بعد الانتصارات العسكرية التي حققها على النطاق الداخلي في جنوب جزيرة العرب، فهو بذلك يستحق لقب "الموحد".
خلال الربع الأول من القرن السابع قبل الميلاد اتخذ حكام أوسان لقب "المكرب" - محاولين بذلك السيطرة على أراض واسعة من قتبان و(أولاد عم) التي كانت تحت سيطرة سبأ، وبالفعل سيطروا على أجزاء ضخمة في أقاصي جنوب الجزيرة العربية. ويعود ذلك إلى حد كبير إلى حقيقة أن يثع أمر وتر - دعم أوسان في صراعهم مع قتبان وولد عم وساعدهم على استعادة شكل من أشكال الاستقلال السياسي. تدريجاً وخلال ثلاثة عقود، ازداد نفوذ أوسان فتلقبوا بلقب "مكرب" في تحدي صارخ لحليفها السابق سبأ.وعلى أثر ذلك قام المكرب كرب إيل وتر - وبالتحالف مع ممالك الجوف وعلى رأسها نشان، بثلاث حملات على أوسان استغرقت فترة طويلة - في أقل تقدير عشر سنوات - ونجح هذا التحالف في تدمير مملكة أوسان كلياً وأحراق قراها وسلب ممتلكاتها، وتم قتل أعداداً كبيرة من السكان وأسر الآلاف. وأما أراضي مملكة أوسان، فتم توزيعها على حلفاء سبأ الجدد قتبان وحضرموت.
بقى اللقب حصراً على مملكة سبأ القوية لأكثر من ثلاثة قرون. وفي عهد المكرب "يدع إيل بين بن يثع أمر" (نحو 410 ق م - 370 ق م)، فقد السبئيون سيطرتهم على وادي ونب (حالياً: وادي الجوبة) في الصراع مع قتبان،وهو الوادي الذي اشتراه يثع أمر وتر في القرن الثامن قبل الميلاد، ووسع الأملاك فيه كربئيل وتر، وهو لا يبعد عن مدينة مأرب سوى عشرين كيلاً، وهي دلالة واضحة على الإنهيار السبئي في هذا الوقت.خلال الربع الثاني من القرن الرابع قبل الميلاد، فقد السبئيون نفوذهم في المرتفعات الجنوبية الغربية، ومن المؤكد أن جبل العود الذي كان ملوكه متحالفين مع السبئيون منذ عهد كربئيل وتر، فد خسره السبئيون في هذه الفترة أمام "يدع أب يجل بن ذمار علي" مكرب قتبان،ولدينا نص قتباني من جبل العود – يشهد على سقوط المنطقة في يد قتبان في عهد "يثع أمر وتر" حفيد "يدع إيل بين"، وذلك في أواسط القرن الرابع قبل الميلاد.صاحب توسع قتبان ذلك تغييرات أخرى غير سياسية، استخدم حكام قتبان لقب "مُكَرِّب" أي: موحد بدلا من "ملك"، وأضافوا سكان المرتفعات الجنوبية "ولد عم" إلى اللقب بجملة "مكرب قتبان وولد عم"، معلنين وحدة الكيانين، وذلك في أوائل القرن الرابع قبل الميلاد، وأول مكرب قتباني هو "هوف عم يهنعم بن سمه وتر".وقد صاحب ذلك أيضا تغييرات في اللقب السبئي، استخدم "يدع إيل بين" حاكم سبأ الآن لقب ملك بدلا من "مكرب". وفي الربع الأخير من القرن الثالث قبل الميلاد، وسع القتبانيون اللقب بجملة "مكرب قتبان وكل ولد عم وأوسان وكحد ودهاس وتبنو وكل يرفأ أشامس (شمالاً) وأيمانس (وجنوباً)،" مما يدل أن قتبان أصبحت الآن القوة الأكبر في جنوب الجزيرة العربية. وفي فترة ازدهار قتبان خلال القرن الثالث قبل الميلاد، استخدم سكان المناطق التي ضمت إلى قتبان، اللهجة القتبانية في الكتابة.
تقهقرت مملكة قتبان خلال النصف الثاني من القرن الثاني قبل الميلاد، وقامت الحروب بين قتبان وحضرموت والتي انتهت بهزيمة قتبان، وفي أواخر القرن الثاني قبل الميلاد تحررت العديد من قبائل مناطق المرتفعات من نفوذ قتبان، وكذلك بعض قبائل المنخفضات مثل أوسان ، التي استطاعت استعادة مملكتها بحلول القرن الأول قبل الميلاد. صاحب ذلك تنازل حكام قتبان عن لقب "مكرب"، وفي هذا الوقت أصبح حكام حضرموت يحملون لقب "مكرب"،واستمر حكام حضرموت يحملون هذا اللقب حتى أواسط القرن الأول قبل الميلاد.في النصف الثاني من القرن الأول قبل الميلاد، تخلى حكام حضرموت عن لقب "مكرب"، لتتحالف مع قتبان في مواجهة القبائل المتمردة في حضرموت.
خلال الفترة التي زامنت أو تلت الغزو الروماني 25 ق م، تمكن الحميريون - سلالة بني ذي ريدان - الوصول إلى مأرب العاصمة، والسيطرة على مملكة سبأ. الآن حكام سبأ الجدد، يستعيدون لقب مُكَرِّب (موحد) سبأ وذي ريدان، الذي تم تأسيسه قبل سبعة قرون.في هذا الوقت، حاول القتبانيون للمرة الأخيرة استعادة لقب "مكرب".ويمكننا أن نعتقد بشكل معقول أن جميع الأطراف تنازلت عن لقب "المكرب" مع نهاية القرن الأول قبل الميلاد، ليختفي هذا اللقب من الوجود وللأبد.

### هوامش
1. ↑  هناك زعماء سبئيون خلال النصف الأول من القرن الثامن قبل الميلاد، وعلى رأسهم "ذمار علي" (750 ق م)، وهو معروف في لقب ولده "يدع إيل بن ذمار علي" (750 ق م - 735 ق م)، أقدم حاكم سبئي مؤكد، وهذا الزعيم معروف من خلال نصوص كثيرة على سور صرواح الذي بني في أواسط القرن الثامن قبل الميلاد. وقد خلف الأخير أخيه "يكرب ملك بن ذمار علي" (740 ق م - 730 ق م)، وهو معروف بمشاركة أخيه الحكم. ولم يحمل هؤلاء الحكام أو الزعماء لقب ملك أو مكرب، ولكن وجودهم يثبت أن سبأ في هذا الوقت قد تحولت إلى كيان سياسي (Schm/Mārib 18. وDAI Ṣirwāḥ 2005-1A). و"يكرب ملك" هو والد "يثع أمر وتر" أول من حمل لقب مكرب سبأ، ومؤسس دولة سبأ. "نسخة مؤرشفة". مؤرشف من الأصل في 2024-02-17. اطلع عليه بتاريخ 2024-02-17.{{استشهاد ويب}}:  صيانة الاستشهاد: BOT: original URL status unknown (link)
2. ↑  فور سيطرة القتبانيون وأولاد عم على وادي الجوبة، قام "هوف عم يهنعم بن سمه وتر" بتحصين الوادي (النقش: Ghul-YU 63. وGhul-YU 90). وترك مكاربة قتبان والقتبانيون في هذا الوادي عدداً كبيراً من النصوص والتماثيل الفاخرة (النقش: Ghul-YU 66. وRES 3553. وCSAI I, 300. وCSAI I, 295.) نسخة محفوظة 2024-02-17 على موقع واي باك مشين.
3. ↑  حاول السبئيون وملكهم "يثع أمر وتر" حفيد "يدع إيل بين" استعادة "وادي ونب" خلال النص الثاني من القرن الرابع قبل الميلاد (النقش: Gr 218). نسخة محفوظة 2024-02-17 على موقع واي باك مشين.
4. ↑  بدأت قتبان في محاولة التحرر من سبأ زمن "سمه وتر الثاني" ملك قتبان في الفترة فيما بين (460 ق م - 430 ق م)، وهو معاصر لنهاية حكم المكرب السبئي "يثع أمر بين بن سمه علي ينوف"، وبينهما حرباً كسرت فيه قتبان. وهو والد "ذمار علي" ملك قتبان (430 ق م - 410 ق م)، ووالد "هوف عم يهنعم بن سمه وتر" (410 ق م - 380 ق م)، وجد "يدع أب يجل بن ذمار علي" مكرب قتبان في الفترة فيما بين (نحو 380 ق م - 350 ق م).
5. ↑  "هوف عم يهنعم بن سمه وتر" و"يدع أب يجل بن ذمار علي" أعظم حكام قتبان المحاربون، والذين استطاعوا كسر سبأ. وعاصر "يدع أب يجل بن ذمار علي" عدداً من ملوك من سبأ من بينهم (يدع إيل بين، وسمه علي ينوف، ويثع أمر وتر)، مما يدل على طول فترة حكمه. – (النقش: Ja 2361). نسخة محفوظة 2024-02-17 على موقع واي باك مشين.
6. ↑  من المثير للأهتمام أن حكام قتبان في نصوصهم الشخصية اطلقوا على أنفسهم لقب "مكرب" منذ الربع الأول من القرن الرابع قبل الميلاد، بينما في نصوص اتباعهم ما زالوا يطلقون على حكامهم لقب "ملك".
7. ↑  هناك نص (Musée de Mukallā 219) والذي يشير إلى أن حضرموت ربما اتخذت لقب "مكرب" في بداية القرن الثالث قبل الميلاد، خلال الصراع الأول بين قتبان وحضرموت. ومناقشة هذا النقش لم يحسم بأي حال من الأحوال حتى الآن، وبعض الباحثين يرجع النص لنصف الثاني من القرن الثاني قبل الميلاد. عموماً من المؤكد أن ذلك قد حدث بعد تقهقر سبأ في القرن الرابع قبل الميلاد.